# Ctenus simplex
Ctenus simplex là một loài nhện trong họ Ctenidae.
Loài này thuộc chi Ctenus. Ctenus simplex được Tord Tamerlan Teodor Thorell miêu tả năm 1897.